# Ernestia puparum
Ernestia puparum är en tvåvingeart som först beskrevs av Fabricius 1794.  Ernestia puparum ingår i släktet Ernestia, och familjen parasitflugor. Arten är reproducerande i Sverige.